# Relazione diagonale
La relazione diagonale consiste in una similitudine delle proprietà chimiche e chimico-fisiche esistente tra alcune coppie di elementi diagonalmente adiacenti tra il secondo e il terzo periodo della tavola periodica. Ad esempio, boro e silicio sono entrambi semiconduttori, formano alogenuri suscettibili di idrolisi e ossidi dal carattere acido. Altri esempi di relazioni diagonali legano il litio e il magnesio e il berillio e l'alluminio.
La relazione diagonale è legata agli opposti effetti derivanti dall'incrocio e dal discendere lungo un gruppo. Spostandosi lungo un periodo della tavola periodica il raggio atomico decresce, mentre discendendo lungo un gruppo tale grandezza tende ad aumentare. Similmente, muovendosi lungo un periodo tende ad aumentare il carattere covalente degli elementi, che divengono anche meno riducenti e più elettronegativi; di contro scendendo lungo un gruppo gli elementi assumono maggior carattere ionico, maggiore basicità e minore elettronegatività. Quindi, in pratica, quando gli elementi si incrociano discendendo lungo un gruppo vanno incontro a cambiamenti delle proprietà che tendono a controbilanciarsi tra loro, per cui questi elementi possiedono proprietà e reattività simili. L'effetto della relazione diagonale è maggiormente significativo per i primi quattro gruppi della tavola periodica.